# Acerodon humilis
Acerodon humilis — вид рукокрилих, родини Криланових.

## Середовище проживання
Салебабу і Карекаленг в Індонезії. Цей вид, здається, залежать від лісу.

## Загрози та охорона
Відомі загрози включають полювання і втрати місць проживання через вирубку. Існує територія, що охороняється в межах виду (англ. Karekalang Selatan Hunting Park).